# 書房

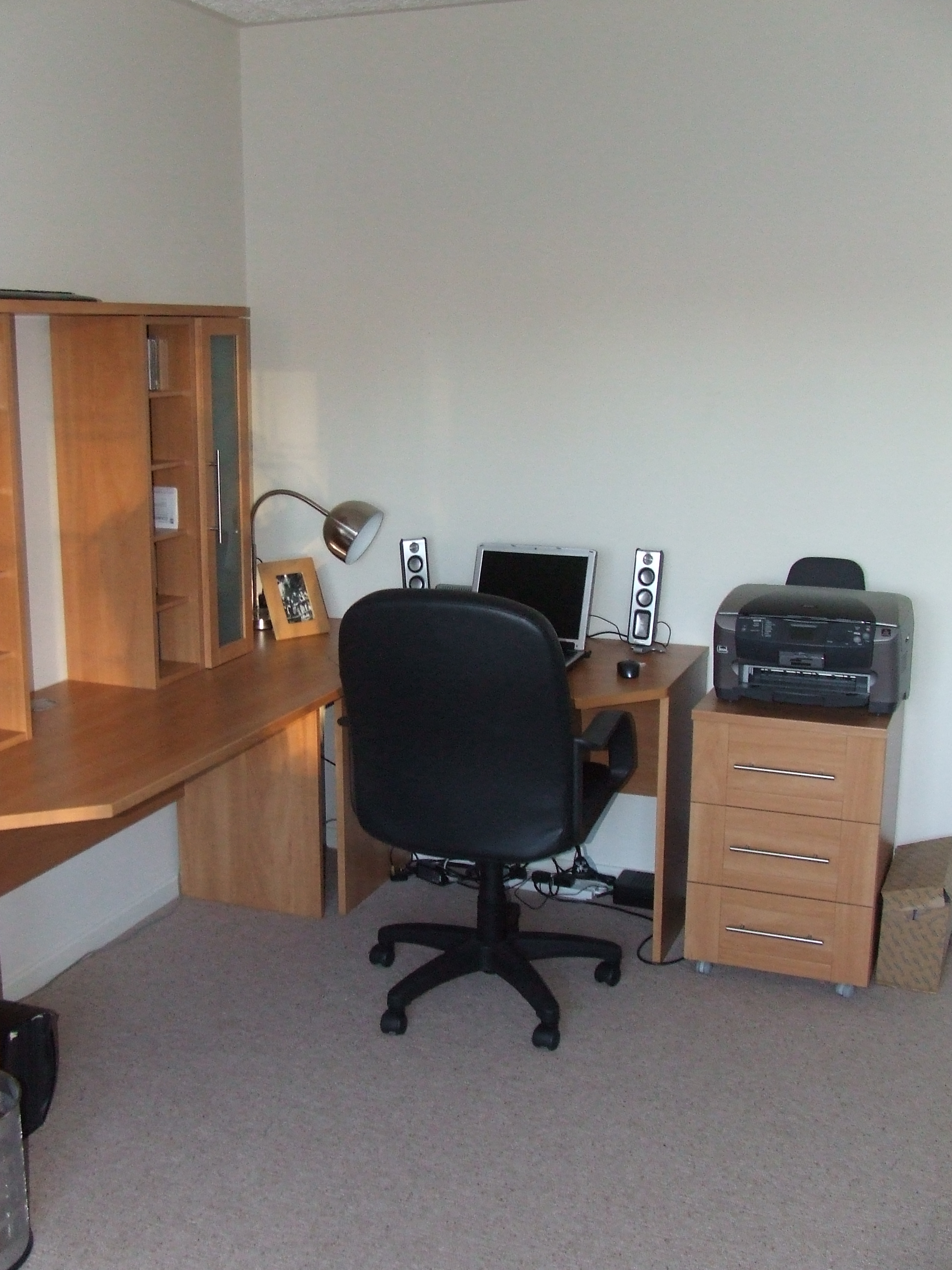
書房

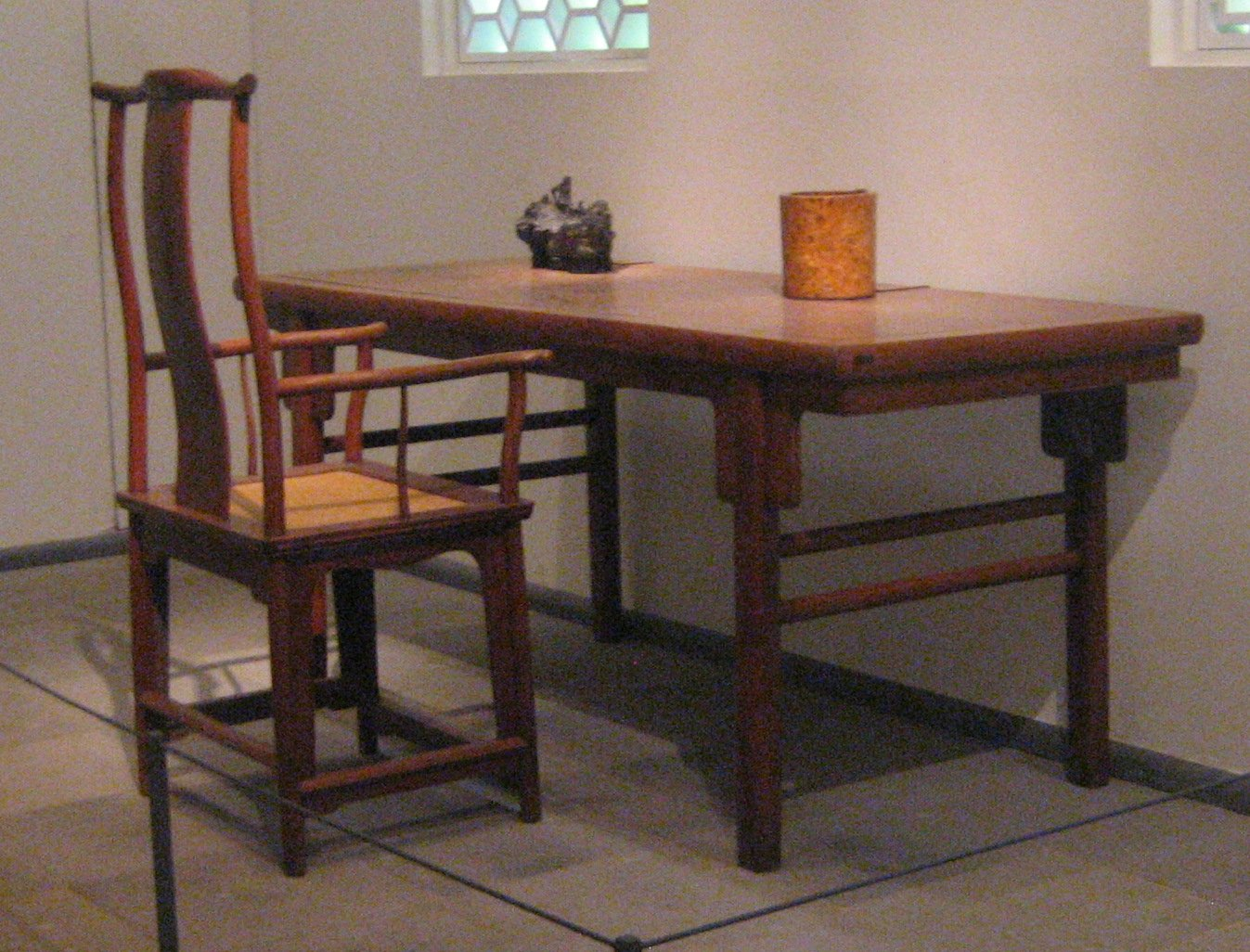
中式書房

書房，古代時稱之為書齋，通常是一些住宅內的一個房間，專門用作閱讀、自修或工作之用。書房的基本設施是書桌、椅及書櫃，有些書房亦會設有電腦。在一些沒有書房的住宅，通常會將睡房部份位置用作書房之用。
有些出版社及零售書本的書店亦以「書房」為名，例如日本的竹書房。